# 东 (不丹)
东（宗喀語：དྲུང་ཁག་，威利：drung-khag）是不丹的特殊地方行政机构。在不丹，只有人口数量最大的六个宗以及谢姆冈宗内设置有东一级的行政区，是地方区域性行政机构。设置有东的宗，每宗一般只有一至三个东，在不丹全国，现在一共设置有十三个东。东一般只管理几个格窝（相当于“乡镇”），行政长官称为东达，东达直接向本宗的行政长官宗达负责。